# Cleora hemiopa
Cleora hemiopa là một loài bướm đêm trong họ Geometridae.